# Michael Leavitt
Michael Leavitt (* jako Michael Okerlund Leavitt; 11. února 1951 Cedar City, Utah, USA) je americký politik.
Absolvoval Southern Utah University ve svém rodném městě.
V letech 1993–2003 zastával funkci guvernéra státu Utahu. V letech 2005–2009 byl ministrem zdravotnictví Spojených států amerických.
Je členem Církve Ježíše Krista Svatých posledních dnů.